# Ernst von Perbandt
Ernst Heinrich Wilhelm von Perbandt (* 13. März 1773 in Clausburg, Kreis Saatzig; † 5. Juni 1848 in Königsberg in der Neumark) war ein preußischer Generalmajor.

## Leben

### Herkunft
Er entstammte dem ostpreußischen Uradelsgeschlecht Perbandt und war der Sohn von Friedrich Erdmann von Perbandt (1737–1776) und dessen Ehefrau Philippine, geborene von Wedel aus dem Hause Daugzin († 1793). Sein Vater war preußischer Sekondeleutnants a. D. und Herr auf Flakensee.

### Militärkarriere
Perbandt besuchte die Kadettenhäuser in Stolp und Berlin. Anschließend wurde er am 23. März 1788 als Portepeefähnrich im Infanterieregiment „Prinz Ferdinand“ der Preußischen Armee in Neuruppin angestellt. Als Sekondeleutnant machte er 1793/95 den Feldzug gegen Frankreich mit, war bei der Belagerung von Mainz und kämpfte bei Kettrichhof, Trippstadt und Weißenburg. Im Vierten Koalitionskrieg 1806/07 kam Perbandt in der Schlacht bei Auerstedt, der Verteidigung von Danzig sowie den Gefechten bei Weichselmünde und Königsberg zum Einsatz. Am 7. Mai 1807 zum Stabskapitän befördert und im Generalstab eingesetzt, kam er Ende 1808 zu General von Kleist nach Frankfurt (Oder).
Trotz der durch die im Tilsiter Frieden Preußen von Napoleon aufgezwungenen Heeresreduzierungen verblieb Perbandt im aktiven Dienst und wurde 1812 Major im Generalstab des Yorckschen Korps. Dabei hatte er sich in mehreren Gefechten so bewährt, dass Generalmajor von Kleist in einem Bericht vom 3. Oktober 1812 an seinen Oberkommandierende, General von Yorck, darum bat, Perbandt (und andere) dem König zu einer Auszeichnung vorzuschlagen. In dem Bericht Kleists an Yorck heißt es u. a.:
...,Euer Exzellenz erlauben gütigst, Dieselben zu bitten meine Adjutanten bei des Königs Majestät in der Art empfehlen zu wollen, dass Allerhöchstdieselben sie mit einem Zeichen Allerhöchstdero Zufriedenheit begnaden möge....'. Am 9. Oktober 1812 berichtete Yorck dem König. .... 'wegen vorzüglicher Anstrengung und treuer Pflichterfüllung in den früheren Gefechten bei Wollgund, vorzüglich am 29. September Abends bei Cyopen... Der Major von Perbandt hat in den früheren Gefechten bei Eckau und Wollgund seine Pflichten im strengsten Wortverstande erfüllt...
König Friedrich Wilhelm III. gewährte die Bitte mit Allerhöchster Kabinettsorder vom 18. Oktober 1812 an Yorck.
...,wenn Ich der lobennswerten Beharrlichkeit der Truppen vollkommende Gerchtigkeit widerfahren lasse...nehme Ich gern auch Veranlassung, Ihnen die Genugtuung zu gewähren, dass es nur durch Ihre weise Anordnung möglich werden konnte, in den Gefechten gegen einen an Streitkräften überlegenen Feind den vollständigen Sieg davonzutragen... . Hierdurch verleihe Ich...dem Major von Perbandt den V.O. ...
Nach Abschluss der Napoleonischen Kriege schied Perbandt aus dem Generalstabsdienst und wurde Kommandant von Wesel. Er nahm am 20. März 1829 als Generalmajor mit einer jährlichen Pension von 1750 Talern seinen Abschied.

### Familie
Perbandt hatte sich am 13. März 1810 in Potsdam mit Friederike Seiffert (1788–1871) verheiratet. Sie war die Tochter des Rendanten am Waisenhaus in Potsdam Johann Emanuel Seiffert. Aus der Ehe gingen folgende Kinder hervor:
- Hermine (1814–1826)
- Dorothea (1816–1903) ⚭ Ludwig von Winterfeld (1798–1889), preußischer Generalmajor
- Friedrich (1817–1877), preußischer Premierleutnant a. D. ⚭ Agnes Helene Praetorius (1824–1890), Eltern des Generals der Infanterie Georg von Perbandt (1845–1906)
- Ernst (1818–1819)
- Ernestine (1820–1885) ⚭ Albert von Wedel, preußischer Oberst a. D. (1813–1904)[5]
- Johanna (1821–1883) ⚭ Moritz von Wedel
- Karl (1823–1840)
- Wilhelm (1824–1878), preußischer Oberst und Kommandeur des 1. Posenschen Infanterie-Regiments Nr. 18 ⚭ Emilie Schmidt (1824–1904)[6]
- Friederike Johanna Hermine Emilie (*/† 1828)